# Cleome laburnifolia
Cleome laburnifolia är en paradisblomsterväxtart som beskrevs av Helmut Roessler. Cleome laburnifolia ingår i släktet paradisblomstersläktet, och familjen paradisblomsterväxter. Inga underarter finns listade i Catalogue of Life.